# Mimice
Mimice falu Horvátországban Split-Dalmácia megyében. Közigazgatásilag Omišhoz tartozik. 

## Fekvése
Splittől légvonalban 32, közúton 37 km-re, községközpontjától 11 km-re délkeletre, az Omiši Dinári-hegység lejtői alatt, Brač szigetével átellenben a tengerparton fekszik. Áthalad rajta az Adria-parti főút.

## Története
Nevét lakóiról a Mimica családról kapta. A 17. század első felében említik először. A település magja, mely a templom körül található mintegy háromszáz évvel ezelőtt alakult ki. 1890-ben 24, 1910-ben 39 lakosa volt. Templomát 1913-ban építették. 1918-ban az új szerb-horvát-szlovén állam, majd később Jugoszlávia része lett. A háború után a szocialista Jugoszláviához került. 1962-ben kiépült az Adria-parti főút, a mai 8-as számú főútvonal, mely jelentősen fellendítette a turizmust. 1991 óta a független Horvátországhoz tartozik. 2011-ben a településnek 216 lakosa volt, akik főként a turizmusból éltek. Többségük ma is a Mimica családhoz tartozik.

## Lakosság
| Lakosság változása | Lakosság változása | Lakosság változása | Lakosság változása | Lakosság változása | Lakosság változása | Lakosság változása | Lakosság változása | Lakosság változása | Lakosság változása | Lakosság változása | Lakosság változása | Lakosság változása | Lakosság változása | Lakosság változása | Lakosság változása |
| ------------------ | ------------------ | ------------------ | ------------------ | ------------------ | ------------------ | ------------------ | ------------------ | ------------------ | ------------------ | ------------------ | ------------------ | ------------------ | ------------------ | ------------------ | ------------------ |
| 1857               | 1869               | 1880               | 1890               | 1900               | 1910               | 1921               | 1931               | 1948               | 1953               | 1961               | 1971               | 1981               | 1991               | 2001               | 2011               |
| 0                  | 0                  | 0                  | 24                 | 39                 | 39                 | 0                  | 0                  | 319                | 306                | 267                | 255                | 198                | 236                | 250                | 216                |

(Az adatok 1890-től 1910-ig településrészként, csak 1948-tól számítják önálló településnek.)

## Nevezetességei
Szent Rókus tiszteletére szentelt római katolikus temploma 1913-ban épült az 1857-ben épített régi templom helyén. Faragott kövekből épített egyhajós épület négyszögletes apszissal. Kapuzata felett kőkereszt, homlokzatának közepén nagy nyolcágú rozetta látható. Az apszisnál áll a piramisban végződő harangtorony. Az épület megsérült az 1962-es földrengésben, de később kijavították. Márvány oltárát és ambóját 1987-ben készítették, szobrait 1989-ben restaurálták. A templomban több festmény is látható volt, ezek azonban 1990-ben a Stipe Žuro plébános által berendezett szakrális művészeti galériába kerültek. 